# Bag (Mongolei)
Bag oder bagh (kyrillisch баг [bɑːg]/[paq]) ist die Bezeichnung für die kleinste administrative Einheit in der Mongolei. Es ist eine Unterteilung der dritten Stufe, welche die Grundlage für die Sum (Distrikte) bildet.
In der Mongolei gibt es insgesamt 1664 Bag.

## Etymologie
Das Wort «bag» leitet sich ab von persisch باغ [bāgh] mit der Bedeutung Obstgarten, Garten.